# Frenela fothergillii
Frenela fothergillii är en cypressväxtart som först beskrevs av James Forbes, och fick sitt nu gällande namn av Stephan Ladislaus Endlicher. Frenela fothergillii ingår i släktet Frenela och familjen cypressväxter. Inga underarter finns listade i Catalogue of Life.